# Info BUG
Das  Info BUG  war eine linksradikale Wochenzeitschrift, die von 1974 bis 1977 in Berlin veröffentlicht wurde. Insgesamt erschienen 179 Nummern. 
Die Zeitschrift Info BUG (Berliner Undogmatischer Gruppen) setzte sich mit Ideen der undogmatischen oppositionellen Linken auseinander und veröffentlichte Berichte, Meinungen, Termine und Kleinanzeigen. Auch dem Themenkreis „Bewaffneter Widerstand“ und Terrorismus gab man breiten Raum. Die Publikation wurde von wechselnden Redaktionsgruppen erstellt. Info BUG wurde zwar in Berlin publiziert, hatte aber auch eine überregionale Verbreitung. Die Zeitschrift erschien im Format DIN A4, die Druckauflage betrug bis zu 3000 Exemplare, der Preis 0,50 DM. 
Die Zeitschrift, ihre Mitarbeiter und die Druckerei gerieten bald ins Visier der Strafverfolgung. Im April 1975 wurde die Zeitschrift zum ersten Mal an einigen Vertriebsstellen eingezogen. Zu den Ausgaben, die beschlagnahmt wurden, gehörten die Nummern 49, 51, 52, 79, 80, 105, 114, 115, 117, 121, 123, 143b, 145, 147, 151, 153, 157, 158, 177 und 178. Im Februar 1977 folgten Strafen wegen Verunglimpfung des Staates und seiner Symbole. Die Zeitschrift wurde mit der Nummer 179 offiziell eingestellt, nachdem die Druckerei der Zeitschrift (AGIT-Druck) am 17. Oktober 1977 vom Staatsschutz besetzt worden war. Die AGIT-Drucker wurden unter dem Vorwurf der Unterstützung einer terroristischen Vereinigung festgenommen und zu Freiheitsstrafen von 9 bis zu 13 Monaten ohne Bewährung verurteilt. Versprengte Reste der Redaktion gaben eine Zeitlang Untergrundausgaben heraus, von der fast jede Ausgabe mit einem Beschlagnahmebeschluss belegt wurde.